# Николаус Прерадовић
Николаус Јоханес Херман Марија фон Прерадовић (рођен 28. септембра 1917. у Баошићу, Далмација, Аустро-Угарска, умро 19. јуна 2004. у Хановеру, Немачка) био је аустријски историчар, генеолог и публициста.
Између 1956. и 1966. био је универзитетски професор за општу новију историју на Универзитету у Грацу. До 1970-их његова истраживања и публикација нису излазила из оквира озбиљне историографије. Међутим, од 1980-их Прерадовић је редовно писао за екстремне десничарске органе (часописе) у Немачкој и Аустрији.

## Породица
Николаус Прерадовић је потекао из једне разгранате породице. Његов прадеда је био песник, словенофил и генерал-мајор аустроугарске војске српског порекла. Рођен је 1917. као син поручник линијског брода Иве Прерадовића (1890—1944) и његове супруге Херте, ћерке царско-краљевског вицеадмирала Карла Ланјуса фон Веленбург, у Которском заливу, у једној царско-краљевској луци на Јадранском мору.
Од 1946. до 1948. био је ожењен Јоханом рођ. Доблхоф, а од 1966. до 1968. Гизелом рођ. Бем-Бецинг. Године 1971. оженио је Кристу рођ. Ведел-Каненберг, дечију медицинску сестру.

## Гимназија и Други светски рат
Похађао је гимназију у Грацу, опатијску гимназију у Секауу, државни образовни завод за младиће у Хорну, маријански институт у Грацу, фрањевачки колегијум у Вараждину и горњу реалну гимназију у Грацу. Матурирао је 1940.
У Другом светском рату служио је у првој половини 1941. у хрватској војсци, коју су успоставили хрватски фашисти (хрватско домобранство) и у немачко-хрватској легији (Хрватска легија).